# لادیسلاو خودیک
لادیسلاو خودیک (اسلواکی: Ladislav Chudík؛ ‏ ۲۷ مهٔ ۱۹۲۴ – ۲۹ ژوئن ۲۰۱۵) بازیگر اهل اسلواکی بود.
از فیلم‌ها یا برنامه‌های تلویزیونی که وی در آن نقش داشته‌است، می‌توان به سربازان آزادی و تصاویر دنیای کهن اشاره کرد.